# Carlos Pereira
Carlos Pereira (ur. 8 sierpnia 1982 roku w Gravata) – brazylijski kierowca wyścigowy.

## Kariera
Pereira rozpoczął karierę w wyścigach samochodowych w 2000 roku od startów w Brazylijskiej Formule Chevrolet. Z dorobkiem 23 punktów uplasował się tam na trzynastej pozycji w klasyfikacji generalnej. Rok później był już czwarty. W późniejszych latach pojawiał się także w stawce Europejskiego Pucharu Formuły Renault 2000, Włoskiej Formuły Renault oraz World Series by Nissan (20. miejsce w 2003 roku).

## Statystyki
| Sezon | Seria                                  | Zespół        | Wyścigi | Zwycięstwa | PP | NO | Podium | Punkty | Pozycja |
| ----- | -------------------------------------- | ------------- | ------- | ---------- | -- | -- | ------ | ------ | ------- |
| 2000  | Brazylijska Formuła Chevrolet          |               |         |            |    |    |        | 23     | 13      |
| 2001  | Brazylijska Formuła Chevrolet          |               | 10      | 1          | 2  | 2  | 5      | 77     | 4       |
| 2002  | Włoska Formuła Renault                 | RC Motorsport | 9       | 0          | 0  | 0  | 2      | 78     | 7       |
| 2002  | Europejski Puchar Formuły Renault 2000 | RC Motorsport | 7       | 0          | 0  | 0  | 0      | 10     | 21      |
| 2003  | World Series by Nissan                 | RC Motorsport | 8       | 0          | 0  | 0  | 0      | 7      | 20      |